# Gerard Community Council
Koordinaten: 34° 23′ S, 140° 29′ O

Der Gerard Community Council ist ein lokales Verwaltungsgebiet (LGA) im australischen Bundesstaat South Australia und trägt den Sonderstatus einer Aboriginal Community. Das Gebiet ist knapp 86 km² groß. Die Einwohnerzahl schwankt und lag 2016 bei noch rund 40 Personen (2016).

## Lage
Gerard ist die einzige der von den Aborigines selbst verwalteten Communitys, die inmitten der regulären LGAs im Südosten des Bundesstaats liegt. Sie liegt im Südwesten des Berri Barmera Councils am Murray River und grenzt an Loxton Waikerie. Das Gebiet um die Siedlung Gerard liegt etwa zwölf Kilometer nordwestlich von Loxton und 185 Kilometer nordöstlich von Adelaide.

## Geschichte
1925 wurde am Murray River bei Swan Reach von der United Aborigines Mission (UAM) eine Aborigines-Missionsstation gegründet. Doch sowohl die Lage als auch die Bedingungen vor Ort waren so schwierig, dass man sich zum Umzug entschloss. 1945 wurde flussaufwärts etwa 80 km Luftlinie westlich des alten Standorts ein 2348 ha großes Gebiet gekauft und die Mission Gerard gegründet. Benannt ist sie nach dem damaligen Präsidenten der UAM in South Australia. Neben den Swan-Reach-Aborigines zogen dorthin auch einige Ureinwohner aus Ooldea im Outback im Westen des Staates.
Bereits 1946 gründeten die Bewohner der Community einen Council (Verwaltungsrat) und hatten die Möglichkeit, über ihre eigenen sozialen Angelegenheiten zu entscheiden. 1961 wurde die Mission an den Staat übergeben und stand danach unter Oberaufsicht eines Regierungsbeamten. 1996 wurde mit einem Gesetz der Aboriginal Lands Trust (ALT) ins Leben gerufen, dem das Gerard Reserve 1974 zugewiesen und damit in die Verantwortung der Ureinwohner übergeben wurde. Der Gerard Community Council übernahm die Verwaltung des Gebiets und 1994 wurde es schließlich gemäß dem South Australian Local Government Grants Act zu einer von fünf Local Government Areas mit Sonderstatus.

## Wirtschaft
Die Lage am Fluss erlaubt die Bewässerung und landwirtschaftliche Nutzung des Lands. Mit Weinstöcken, später mit Zitrusfrüchten und Steinobst sowie mit Schafen und Rindern versuchte man ab 1946, die Selbstversorgung zu sichern. Außerhalb der Community fanden die Aborigines kaum Arbeit. Heute werden in Gerard auch traditionelle Gegenstände aus der Aborigines-Kultur für den Verkauf an Touristen hergestellt.